# یانگ بنز
واس کلویی من (زاده ۱۵ مه ۱۹۹۹) معروف به نام هنری یانگ بنز ٬ رپر آمریکایی و ترانه سرا است.

## اوایل زندگی
او در سنت لوئیس، میزوری به دنیا آمد و بعد٬ به آتلانتا٬ جورجیا در کلاس هفتم(مدرسه) مهاجرت کرد. او در دبیرستان یانگستون هوگز تحصیل کرد.

## آلبوم
- اشتباه فهمیدن (به انگلیسی: Misunderstood) (٢٠١٩)